# Marion Morgenstern
Marion Morgenstern (* 12. September 1952 in Köthen als Marion Helmund) ist eine deutsche Politikerin (SED, PDS).

## Leben
Nach dem Besuch der Grund- und Oberschule in Berlin und dem Abitur studierte Morgenstern Geschichte und Geographie an der Humboldt-Universität. Sie erwarb den Titel der Diplom-Lehrerin und promovierte 1982 und 1988 zur Dr. sc. phil.
Morgenstern arbeitete zwölf Jahre lang als Assistentin und Oberassistentin am Institut für Internationale Arbeiterbewegung der Akademie für Gesellschaftswissenschaften. 1994 begann sie ihre Tätigkeit an der Alice Salomon Hochschule Berlin, wo sie Mitarbeiterin im Büro der Frauenbeauftragten ist. Sie ist Mitherausgeberin und Redaktionsmitglied der Genderzeitschrift „Quer – denken, lesen, schreiben“.
Morgenstern trat 1972 der SED bei, für die sie Ende der 1980er Jahre politische Mitarbeiterin im Zentralkomitee in der Abteilung Kultur sowie in der Sektion Internationale Beziehungen war. Nachdem die SED 1990 zur PDS geworden war, kandidierte sie für den Parteivorstand in Berlin. Sie gehörte der letzten Volkskammer sowie bis Ende 1990 dem Deutschen Bundestag an.

## Weblink
- Biografie von Marion Morgenstern. In: Wilhelm H. Schröder: Die Abgeordneten der 10. Volkskammer der DDR (Volkparl)